# Akodon josemariarguedasi
Akodon josemariarguedasi és una espècie de mamífer rosegador de la família dels cricètids. És endèmic del Perú. Té una llargada total de 176-221 mm, la cua de 75-106 mm, les potes posteriors de 21-27 mm i les orelles de 12-17 mm. Com que fou descoberta fa poc, l'estat de conservació d'aquesta espècie encara no ha estat avaluat formalment. L'espècie fou anomenada en honor de l'escriptor peruà José María Arguedas.